# Nevado Ulta
Il Nevado Ulta (5.875 m) è una montagna della Cordillera Blanca, in Perù, nel dipartimento di Ancash.

## Aspetto fisico
La montagna fa parte del massiccio montuoso chiamato Macizo del Copa, che occupa la parte centrale della Cordillera Blanca. Il fatto che la valle che divide tale massiccio dal più settentrionale Macizo de Huascarán prenda il nome di Quebrada Ulta nonostante dall'altro lato si ergano colossi come il Chopicalqui e il Huascarán sta a rimarcare l'imponenza di questa montagna, che presenta dal suo lato nord una parete di quasi 1.000 m.

## Alpinismo
Dopo molti tentativi non riusciti, il Nevado Ulta è stato salito solo il giorno 8 luglio 1961 da Kurt Bogner, Günter Kämpfe, Richard Hechtel e Donald Liska. Dopo questa prima salita la vetta della montagna è stata raggiunta solo nel 1977 con una nuova via sull'imponente parete nord-ovest da parte di D. Cheesmond e P. Dawson; da allora la stessa parete nord-ovest è diventata un durissimo banco di prova per alcuni tra i più intraprendenti alpinisti mondiali.